# 拉德爾芬根
拉德爾芬根是瑞士的城鎮，位於該國中西部，由伯恩州負責管轄，面積14.74平方公里，海拔高度500米，2011年人口1,187，七成半人口信奉基督教，人口密度每平方公里81人。